# در بازداشت
در بازداشت (انگلیسی: In Custody) یک فیلم به کارگردانی اسماعیل مرچنت است که در سال ۱۹۹۳ منتشر شد. این فیلم بر اساس داستان رمان در بازداشت اثر آنیتا دسای که نامزد دریافت جایزه ادبی من بوکر شده بود ساخته شده‌است.

## بازیگران
- شاشی کاپور
- شبانه اعظمی
- اوم پوری
- سوشما ست
- امجد خان
- پاریکشیت سهنی